# مت مسیس
 مت مسیس  (به انگلیسی: Matt Messias) (زاده ۷ مه ۱۹۶۴) داور سابق اهل انگلستان است.
وی داوری را از دهه ۱۹۸۰ شروع کرده و از سال ۲۰۰۳ تا ۲۰۰۶ میلادی در لیست داوران فیفا قرار داشته‌است.